# Penthesilea (Kleist)
Penthesilea ist ein Drama von Heinrich von Kleist aus dem Jahre 1808. In ihm thematisiert er den Konflikt zwischen einem stark fühlenden Individuum und einer gesellschaftlichen Ordnung, die dessen natürlichem Empfinden in unnatürlicher Weise entgegensteht.

## Handlung
Penthesilea ist die Königin der Amazonen. Dieses Volk, das aufgrund seiner grausamen Vorgeschichte keine Männer unter sich duldet, erhält sich durch einen ungewöhnlichen Brauch am Leben: Der Gott Mars wählt für die Amazonen ein Volk, aus dem diese sich im Kampf Männer erobern sollen, die sie zur Zeugung neuer Kriegerinnen mit sich nehmen. Nach vollzogenem Zeugungsakt werden die Männer wieder in die Freiheit entlassen. Der aus dieser Verbindung entstehende männliche Nachwuchs wird getötet. Nur die Mädchen bleiben am Leben und werden zu neuen Kriegerinnen ausgebildet.
Individuelle Partnerwahl ist durch das Amazonengesetz untersagt, denn Mars wählt für jede Amazone den Partner, den diese im Kampf bezwingen muss. Dieses Gesetz, das Fern aus der Urne alles Heiligen kommt und dessen Entstehungsgrund der Kriegerin unbekannt bleibt und geheimnisvoll in Wolken sich verhüllt, wird von Penthesilea in seiner Beschaffenheit nicht hinterfragt. Der ersten Mütter Wort entschied es, so heißt es.
Kleists Penthesilea hat aber entgegen dem Gesetz eine Wahl getroffen: Sie hat sich, wie ihre Mutter Otrere ihr auf dem Totenbett voraussagte, in Achill verliebt, der ihr auf dem Schlachtfeld begegnete. Ihre unbezwingbare Liebe zu dem großen Helden der Griechen im Kampf um Troja lässt sie in immer neuer Kraft gegen diesen zu Felde ziehen, denn das Gesetz der Mütter ist ihr heilig und sie will es um keinen Preis brechen.
Einmal jedoch wird sie durch einen Pfeil schwer verletzt und fällt in Ohnmacht. Ihre Vertraute Prothoe bittet daraufhin Achill, sich als Verlierer auszugeben, um ihr die Schande der Niederlage zu ersparen, worauf dieser sich auch einlässt. In einem weiteren Zweikampf will er sich von ihr besiegen lassen, weil jede Amazone ihre Liebe nur demjenigen Mann schenken darf, den sie zuvor im Kampf überwunden hat. Doch Penthesilea, die das Spiel nicht durchschaut, verwundet ihn tödlich. In tierischer Wildheit und Raserei zerreißt sie schließlich zusammen mit ihren Hunden den Geliebten.
Nach der Tat erwacht Penthesilea wie aus einem Traum. Zuerst will sie nicht glauben, dass sie selbst diese Gräueltat begangen haben soll. Sie sagt, sie wolle denjenigen, der Achill dies angetan hat, ihrer Rache opfern. Als ihre Freundin Prothoe ihr erläutert, wer den Geliebten getötet hat, will Penthesilea es nicht glauben. Doch als sie die Wahrheit begreift, erteilt sie die Anweisung, den Leichnam Achills vor die Oberpriesterin der Diana zu legen, die sie moralisch für die Entwicklung des Geschehens verantwortlich macht. „Ich sage vom Gesetz der Fraun mich los“, beschließt sie, nachdem ihr klar geworden ist, dass sie einem ihrer Natur widerstrebenden Gesetz gefolgt ist. „Der Tanais Asche, streut sie in die Luft“. Diese Asche der Uramazone Tanais ist Synonym für das eherne Gesetz des Amazonenstaates.
Penthesilea erkennt zu spät, dass das Gesetz über die Jahre hinweg seinen Sinn nicht mehr erfüllt. Den Amazonen ist kaum mehr bekannt gewesen, weshalb es geschaffen wurde. Der Schmerz über den Tod des Geliebten dient der Amazonenkönigin als Waffe, die sie gegen sich selbst richtet, um dem Geliebten in den Tod zu folgen.
In Reaktion auf den Tod Penthesileas verweist die Oberpriesterin auf die Gebrechlichkeit des Menschen. Prothoe, die engste und treueste Freundin Penthesileas, erwidert hingegen: „Sie sank, weil sie zu stolz und kräftig blühte.“ Dem Vorwurf der Schwäche hält sie entgegen, dass nur die abgestorbene Eiche dem Sturm standhalte, die gesunde jedoch falle leicht, „weil er in ihre Krone greifen“ könne.
Gemeint ist damit, dass Penthesilea gerade aufgrund ihrer Lebendigkeit des Gefühls, ihrer Fähigkeit, zu lieben und dem natürlichen Gefühl zu folgen, Stärke bewiesen habe. Sie musste sterben, weil ihre Gefühle mit dem starren Buchstaben des Gesetzes nicht zu vereinbaren waren.

## Form
Das in Blankversen gehaltene Drama ist in 24 Auftritte gegliedert, wahrscheinlich in Anlehnung an die 24 Gesänge der Ilias oder in Anlehnung an das klassische aristotelische Dramenspiel, das nach Aristoteles einen Tag dauern soll.

## Hauptfiguren
Die beiden Protagonisten sind unübersehbar parallel konzipiert: In der Jagdmetaphorik werden beide abwechselnd zum Jäger und zum Gejagten, beide werden mit Wölfen verglichen (V. 5, 163f.), beide sind dem jeweils anderen ein begehrtes Wild (V. 220, 2572f.), beide müssen von ihren Angehörigen mit Gewalt zurückgehalten werden (V. 212, 236, 298, 2549, 2551f.), da sie in ihrem Rasen und Wahnsinn (dieses Leitmotiv ist etwa fünfzigmal belegt) völlig außer Kontrolle geraten. Weitere Vergleiche und metaphorische Gleichsetzungen mit der Sonne, mit Sternen und Göttern sowie gestische Details wie das Verlieren bzw. Ablegen des Helms und dessen Wiederaufsetzen (V. 451, 477, 562, Regieanweisung nach V. 582) belegen diese Strukturgleichheit. Gemeinsam ist beiden „Parallelfiguren“  ferner, dass sie sich quasi mühsam aus der verdeckten Handlung hervorarbeiten müssen: durch Berichte und Mauerschau zur szenischen Präsenz. Und beide haben in ihren Auftritten nicht das erste Wort, sondern werden erst von den Ihren als Sieger und Siegerin begrüßt (V. 487, 626). Auch auf der Versebene erfolgt durch den Stabreim Penthesilea naht sich dir, Pelide (V. 616) eine Angleichung der Figuren.
Zusammenfassend lässt sich feststellen: „Achill ist eine Penthesilea als Mann, Penthesilea ein Achill als Weib“. Letztlich sind sie beide „Mann und Weib in einem“. Sie sind keine „Träger von ‚Ideen‘“ und keine „psychologisch differenzierte Wesen“ sondern sie sind selber „die losgelassenen Hunde“: „Die Elementaraffekte treten selbst auf.“ Mit ihnen gewinnt die „Wahrheit des Unbewußten“ szenische Präsenz. Die Figuren sind ein Modus, das „Unbewußte, das Kleist entdeckt und produziert“, darzustellen, Masken (personae) für das, was „kein Gesicht“ hat. Das „Durchbrechen der Individuation“, von dem Benno von Wiese im Zusammenhang mit dem Tod beider Protagonisten spricht, findet viel radikaler statt: „Das Unbewußte, hier noch eingeschlossen in der Individualität, will die Fesseln seiner Subjektivität sprengen.“ Das Subjekt ist keine integre Einheit mehr wie z. B. im Schillerschen „Charakterinteraktionsdrama“, nicht der Urheber von Affekten, nicht autonomer Produzent von Sinn, sondern der von den Affekten Heimgesuchte, „Prozeß“ oder Effekt einer „sinngebenden Praxis“, nicht „Erreger“ des Gefühls, „sondern nur (Medium) des schon erregten“. Penthesileas Begehren hat seinen Ursprung im Begehren des Amazonenstamms nach Fortpflanzung, im Gehorsam gegenüber der Prophezeiung ihrer Mutter (Du wirst den Peleiden dir bekränzen V. 2138) sowie in den Heldenliedern (V. 2119, 2181).
Die „Desintegrationstendenz“ oder die „Tendenz zur Depersonalisierung“ wird in der Gleichung „Achilles ist Penthesilea“ sinnfällig.

„Von der Individualität der Figuren, die von der Kleist-Kritik so emphatisch behauptet wird, kann keine Rede sein. Nicht nur ist die individuelle Sinnmächtigkeit kein Prinzip der Figurengestaltung; die Figuren hören überhaupt auf, unverwechselbare Größen zu sein.“

Das angeblich „moderne Individuum“, das in der Kleist-Literatur immer wieder beschworen wird, ist offenbar bei Kleist selbst schon ein alter Zopf und wird hier gerade verabschiedet. „Die implizite Theorie der Wunschproduktion, welche das Fühlen und das Unbewußte als soziale Produktionen auffaßt, macht Kleists Modernität aus.“ Dem „Scheitern des Subjekts ist folgerichtig auch keine Utopie entgegenzusetzen, denn auch die wird ja – in der Rosenszene etwa – als falscher Schein entlarvt“. „Am Ende einer Kleistischen Tragödie ist die Welt so, wie sie ist. Es fehlt nur der Eine, dessen Aufgabe es war, dieses ihr Sein sichtbar zu machen.“ Weder die „Ausrottung von Humanität“ noch die „Ausrottung der Subjektivität“ werden hier beklagt noch das „Entmenschlichte“ einer noch nicht erreichten „Menschlichkeit“ gegenübergestellt, wie es in einem neueren Kleist-Buch heißt, sondern diese Begriffe als solche werden zur Disposition gestellt und als bürgerliche Ideologeme unter die Lupe genommen.

## Bedeutungsebenen des Trauerspiels
Die dominante Ambivalenz von Kampf und Lust, Eros und Thanatos, kann auf drei Reflexionsniveaus untersucht werden. Auf der Fabel-Ebene dient diese Antithetik in erster Linie der Organisation von Beziehungen: Ambivalent sind die Beziehungen der beiden Protagonisten zueinander, der beiden Völker, deren kulturelle und staatliche Verfasstheit miteinander konfligieren und die gleichwohl beide die Entfaltung individuellen Glücks verweigern, und folglich auch jede dieser ‘Verfassungen’ selber, welches vor allem am Amazonenstaat exemplifiziert wird: Penthesilea ist einerseits Exekutivorgan des Tanais-Gesetzes, das eine „Bedingung ihrer inneren Existenz“ darstellt, andererseits ist es ihre Aufgabe, den Sinn des Gesetzes – Autonomie, Mündigkeit, Freiheit – gegen dessen Wortlaut zu verwirklichen, das heißt aber, gegen diese Institution aufzubegehren und sie abzuschaffen. Dass sie damit zugleich die Frauengesellschaft auflöst und dass ihre Lösung in einer Selbstauflösung besteht und sie letztlich der Willkür des Gesetzes die eigene Willkür entgegensetzt, bleibt ein ungelöster Widerspruch. Auf diesem untersten Reflexionsniveau manifestieren sich Reste klassischer Oppositionen der Gattung Trauerspiel wie ‘Pflicht versus Neigung’, ‘Staatsraison versus individuelles Glück’, Kalkül versus Herz.
Dass dieser Gegensatz nicht aufgelöst wird, ist zugleich seine Bedeutung auf dem zweiten Reflexionsniveau, dem des Sujets: In dem Antagonismus von Individuum und Gesellschaft wird ja schon der erste Pol problematisiert: Statt des autonomen Individuums erscheint hier das Individuum als Schnittpunkt von Affektströmen, als Punkt in einem außer demselben liegenden Raum des Begehrens. Der implizite Autor konstruiert es nicht als Entität, sondern als Ereignis, nicht als Sein, sondern als Handlung. Solch eine Vorstellung artikuliert Kleist u. a. in seinem Aufsatz, den sichern Weg des Glücks zu finden...:

„Und alle Jünglinge, die wir um und neben uns sehen, teilen ja mit uns dieses Schicksal. Alle ihre Schritte und Bewegungen scheinen nur die Wirkung eines unfühlbaren aber gewaltigen Stoßes zu sein, der sie unwiderstehlich mit sich fortreißt. Sie erscheinen mir wie Kometen, die in regellosen Kreisen das Weltall durchschweifen, bis sie endlich eine Bahn und ein Gesetz der Bewegung finden.“

Darum erscheint auf dieser semantischen Ebene das, was in der Fabel als legitimer Anspruch auf Selbstverwirklichung, auf die Erfüllung individueller Liebe, dargestellt wird, kritisiert zu werden. Die partielle Entgegensetzung und partielle Gleichstellung von Kampf und Lust will also auch das bürgerliche Konzept ‘Liebe’ demontieren, welches die „Familialisierung der Erotik“ um 1800 etabliert hat. Und wenn man Goethes Werther als „eine der Stiftungsurkunden jener Macht, die wir als Sexualität anrufen und feiern“ bezeichnet, sollte nicht übersehen werden, dass in der Reihe des bürgerlichen Trauerspiels schon die Anfänge jenes Konzeptes angelegt sind. Die implizite Theorie der Wunschproduktion, welche das Fühlen und das Unbewusste als soziale Produktionen auffasst, mündet zugleich in eine Gattungskritik.
Das dritte Reflexionsniveau erlaubt es nun, die Autoreflexivität des Trauerspiels zu erfassen. Aus dieser Perspektive bildet das dominante Oppositionspaar 'Kampf versus Lust' die Opposition von Handlung (Fabel) und Sujet als implizitem Ort literarischer Produktion ab. Das metaphorische Sprechen erweist sich als ‘dritter Ort’, an dem die Gegensätze aufgehoben, d. h. aber in erster Linie, thematisiert und ausgespielt werden. Auf dieser metaphorischen Ebene erfolgt nun der Eintritt des Trauerspiels in die Querelle des Anciens et des Modernes. Das Schauspiel gliedert sich nach Homann in die Stationen 1. Kampf, 2. Rosenszene, 3. Mord an Achilles und 4. Penthesileas Selbstmord. In diesem Zusammenhang bedeutet die Ambivalenz von Kampf und Lust einerseits den Gegensatz von Homerischer Poesie und nachhomerischer Rezeption und andererseits die Aufhebung (Darstellung und Überwindung) dieses Gegensatzes im „ästhetischen Trauerspiel“.
Penthesileas Scheitern als Folge eines fundamentalen Missverstehens (ihrer selbst wie des anderen) rekonstruiert die falsche Antikenrezeption und das falsche Selbstverständnis der klassischen Tragödie bzw. des bürgerlichen Trauerspiels. In dieser Rekonstruktion der eigenen Geschichte kommt das „ästhetische Trauerspiel“ zu sich selbst, es erkennt in der Rekonstruktion sein Wesen. Das heißt, die Ambivalenz von Krieg und Liebe, von Attraktion und Repulsion, die Einheit und der Gegensatz von antiker Poesie und moderner Rezeption, ist das Konstituens der ihrer selbst bewusst gewordenen Dichtung. Nicht zuletzt die „Inszenierung wörtlich genommener Sprachbilder“ belegt, worin das neue Selbstbewusstsein besteht: Es artikuliert sich neben dem Wissen um das eigene Gewordensein und die ursprüngliche Verfasstheit im Wissen darum, dass es sich bei literarischer Produktion nicht um Wirklichkeit oder um Abbildung von Wirklichkeit handelt, sondern primär um das Spielen mit sprachlichen Möglichkeiten.
Gerade in diesem spielerischen Moment ist das „ästhetische Trauerspiel“ der Homerischen Poesie näher verwandt als das klassische griechische und das spätere französische und deutsche Drama: Die Poesie als Spiel (Achilles) stirbt durch eine 'verbissene' Rezeption und Einverleibung (Penthesilea), aber in der Darstellung ihrer Attraktion und Destruktion können beide als geschichtliche Entwicklungsstufen erhalten und sichtbar gemacht werden.

## Rezeption
Ein Vorabdruck bzw. „Organisches Fragment“ des Stückes erschien vorab in der von Kleist herausgegebenen Zeitschrift Phöbus.
Die Bühnentauglichkeit des Stückes wurde oft diskutiert. Das Stück wurde von Goethe, dem Kleist sein Werk „auf den Knien [s]eines Herzens“ zu lesen gab, schroff abgewiesen. Die vielen Botenberichte und Teichoskopien (Mauerschauen) ließen außerdem viele folgern, das Stück sei nicht für die Bühne geeignet. Das grausame Zerreißen Achills schreckte solche Zeitgenossen Kleists ab, die sich an einem Winckelmannschen Klassizismus der „edlen Einfalt und stillen Größe“ orientierten. 
Das Stück wurde erst 65 Jahre nach Kleists Tod am 25. April 1876 (in der dreiaktigen Fassung) am Königlichen Schauspielhaus Berlin uraufgeführt. Späteren Generationen galt es nach wie vor als "unaufführbar", gelangte aber 1911, anlässlich des hundertsten Todestages des Verfassers, gleich zwei Mal auf die Berliner Bühne. Eine dieser Inszenierungen wurde von Max Reinhardt verantwortet.

## Hörspielbearbeitungen
- 1926: Das deutsche Drama von seiner Entstehung bis zur Gegenwart (13. Abend: Heinrich von Kleist): Penthesilea. Ein Trauerspiel – Regie: Karl Köstlin (Süddeutsche Rundfunk AG (SÜRAG) – Livesendung ohne Aufzeichnung)
  - Sprecher: Elsa Pfeiffer (Penthesilea), Mila Kopp (Prothoe), Curt Elwenspoek (Odysseus), Roderich Arndt (Achilles), Pia Mietens, Bertha Lee u. a.

- 1926: Penthesilea. Ein Trauerspiel. Auftritt XX-XXIV – Regie: Nicht angegeben (Deutsche Stunde in Bayern – Livesendung ohne Aufzeichnung)
  - Sprecher: Franziska Liebing (Penthesilea), Ewis Borkmann (Prothoe), Otto Framer (Achilles), Maria Tornegg, Sophie Strehlow u. a.

- 1956: Penthesilea. Ein Trauerspiel – Bearbeitung und Regie: Wilhelm Semmelroth (WDR – 119'44 Minuten)
  - Sprecher: Maria Becker (Penthesilea), Elfriede Rückert (Prothoe), Will Quadflieg (Achilles), Elisabeth Opitz, Edith Lechtape, Kaspar Brüninghaus, Hansjörg Felmy u. a.

- 1961: Penthesilea – Bearbeitung (Wort) und Regie: Walter Knaus (HR – 135'00 Minuten)
  - Sprecher: Maria Becker (Penthesilea), Maria Körber (Prothoe), Alexander Kerst (Achilles), Siegfried Wischnewski, Katharina Brauren u. a.

- 1981: Kleists Penthesilea – Bearbeitung (Wort): Hanni Gaiser, Jürg Amann; Regie: Günter Bommert (RB – 67'40 Minuten)
  - Sprecher: Anne Rottenberger (Penthesilea), Suzanne von Borsody (Prothoe), Matthias Fuchs (Achilles), Ursula Sieg, Annemarie Marks-Rocke u. a.

- 1986: Acustica International: Penthesilea Aubade. Organische Fragmente. Heinrich von Kleist: Das Zimmer – Griechisches Lager – Lager der Amazonen – Bearbeitung (Wort) und Regie: Carlo Quartucci (WDR – 111'33 Minuten)
  - Sprecher: Carla Tató, Gunter Berger, Joachim Bliese, Friedhelm Ptok, Gudrun Genest u. a.

- 1986: Canzone Penthesilea. Live-Performance – Bearbeitung (Wort) und Regie: Carlo Quartucci (WDR – 59'16 Minuten)
  - Sprecherin/Sängerin: Carla Tató

- 2014: Frauen Geschichten: Radio Penthesilea. Frei nach Motiven aus Penthesilea – Produktion, Bearbeitung und Regie: Julia Wissert; Katrin Herm; Peter Blum; David Schnaegelberger; Klaus Buhlert (SWR/Mozarteum Salzburg – 41'34 Minuten)
  - Sprecher: Natali Seelig, Kathleen Morgeneyer, Götz Schulte und Klaus Buhlert

## Musikalische Bearbeitungen
- Karl Goldmark: Penthesilea. Ouvertüre op. 31 (1884)
- Hugo Wolf: Penthesilea. Sinfonische Dichtung für Orchester nach Heinrich von Kleist (1883–1885)
- Felix Draeseke: Sinfonisches Vorspiel zu Heinrich von Kleists Penthesilea. für Orchester, op. 50 (1888)
- Vincenc Maixner: Penthesilea. Oper (1913)
- Othmar Schoeck: Penthesilea. op. 39, Oper in einem Akt (Uraufführung 1927 Dresden)
- Pascal Dusapin: Penthesilea. Oper (Uraufführung 2015)
- Hauke Berheide: Mauerschau. Oper (Uraufführung 2016 Münchner Opernfestspiele)

## Textgrundlage
- Heinrich von Kleist, Sämtliche Werke und Briefe, hg.v. Helmut Sembdner, siebte, ergänzte und revidierte Auflage, Wissenschaftliche Buchgesellschaft, Darmstadt 1983.
- Heinrich von Kleist, Penthesilea. In Sämtliche Werke »Brandenburger Ausgabe«, hg. v. Roland Reuß in Zusammenarbeit mit Peter Staengle, Bd. I/5, Stroemfeld/Roter Stern, Basel/Frankfurt a. M. 1992.